# Phoenoteleia canalis
Phoenoteleia canalis är en stekelart som beskrevs av Alan Parkhurst Dodd 1929. Phoenoteleia canalis ingår i släktet Phoenoteleia och familjen Scelionidae. Inga underarter finns listade i Catalogue of Life.